# لیندنو (دهانه)
لیندنو یک دهانه برخوردی در ماه‌ است.

## دهانه‌های اقماری
این دهانه ۵ دهانه اقماری دارد.
| Lindenau | عرض جغرافیایی | طول جغرافیایی | قطر          |
| -------- | ------------- | ------------- | ------------ |
| H        | ۳۱.۳° S       | ۲۶.۳° E       | ۱۱.۰ کیلومتر |
| E        | ۳۱.۶° S       | ۲۶.۵° E       | ۸.۰ کیلومتر  |
| D        | ۳۰.۴° S       | ۲۴.۹° E       | ۱۰.۰ کیلومتر |
| G        | ۳۳.۲° S       | ۲۷.۳° E       | ۱۰.۰ کیلومتر |
| F        | ۳۲.۴° S       | ۲۶.۴° E       | ۱۰.۰ کیلومتر |